# Odontotrypes semenowi
Odontotrypes semenowi är en skalbaggsart som beskrevs av Edmund Reitter 1887. Odontotrypes semenowi ingår i släktet Odontotrypes och familjen tordyvlar. Inga underarter finns listade i Catalogue of Life.